# Acer septemlobum
Acer septemlobum é uma espécie de árvore do gênero Acer, pertencente à família Aceraceae.